# Gedići
Gedići (en italien : Ghedda) est une localité de Croatie située en Istrie, dans la municipalité de Tar-Vabriga, dans le comitat d'Istrie. En 2001, la localité comptait 68 habitants.

## Démographie
| 1948 | 1953 | 1961 | 1971 | 1981 | 1991 | 2001 |
| ---- | ---- | ---- | ---- | ---- | ---- | ---- |
| 133  | 135  | 117  | 68   | 53   | 59   | 68   |